# Tjorven et la Skrållan (film)
Pour plus de détails, voir Fiche technique et Distribution.
Tjorven et la Skrållan (titre original suédois : Tjorven och Skrållan) est un long métrage suédois réalisé par Olle Hellbom sorti au cinéma en Suède en 1965. C'est un long métrage en prises de vues réelles pour la jeunesse, adapté des fictions radiophoniques et des livres de l'auteur suédois Astrid Lindgren.

## Fiche technique
- Titre français : Tjorven et la Skrållan
- Titre original : Tjorven och Skrållan
- Pays :  Suède
- Langue : suédois
- Format : couleur
- Son : Dolby
- Durée : 93 minutes
- Date de sortie : Suède : 27 novembre 1964

## Distribution
- Torsten Lilliecrona : Melker Melkersson
- Louise Edlind : Malin Malm
- Torsten Wahlund : Peter Malm
- Björn Söderbäck : Johan Melkersson
- Urban Strand : Niklas Melkersson
- Stephen Lindholm : Pelle Melkersson
- Kajsa Dandenell : Skrållan Malm
- Bengt Eklund : Nisse Grankvist
- Bitte Ulvskog : Freddy Grankvist
- Lillemor Österlund : Teddy Grankvist
- Maria Johansson : Maria "Tjorven" Grankvist
- Siegfried Fischer : gubben Söderman
- Kristina Jämtmark : Stina
- Manne Grünberger : fiskaren Vesterman